# Сервій Фульвій Петін Нобіліор
Сервій Фульвій Петін Нобіліор (*Servius Fulvius Paetinus Nobilior, д/н — після 254 до н. е.) — політичний та військовий діяч Римської республіки.

## Життєпис
Походив з роду Фульвіїв. Син Марка Фульвія Петіна Нобіліора. Про молоді роки мало відомостей. Ймовірно розпочав військову кар'єру за часів Першої пунічної війни. У 255 році до н. е. його обрано консулом разом з Марком Емілієм Павлом. Разом із флотом та військом вирушив до Африки, де після загибелі Регула були оточені карфагенянами. Разом з колегою рушив до Африки, де біля спочатку захопив острів Коссири (сучасна Пантелерія). Після цього консули розбили карфагенський флот у Гермейського мису, знищивши 114 кораблів.
Емілій разом з Емілієм зняв облогу з фортеці Клупеї, проте консули не змогли активно діяти проти ворога. Тому вирішили евакуювати війська. Втім на зворотному шляху до Сицилії не дослухалися порад капітанів й рушили до Камаріни, в результаті чого римський флот потрапив у сильний шторм. Загинула значна кількість кораблів та легіонерів. Але у 254 році до н. е. сенат надав Сервію Фульвію Петіну Нобіліору та його колезі тріумф. Подальша доля не відома.

## Родина
- Марк Фульвій Нобіліор, консул 189 року до н. е.